# Tomatina
A Tomatina (spanyolul: La Tomatina) nevű hagyomány a spanyolországi Valencia tartományban található Buñol városához köthető. Minden év augusztus utolsó szerdáján tartják, Buñol fesztiválhetének keretein belül. A Tomatina során a résztvevők paradicsommal dobálják egymást.

## Leírása
A Tomatina nevű paradicsomcsata Buñol utcáin és főterén, a város védőszentjei tiszteletére adott fesztiválhét során, minden év augusztus utolsó szerdáján kerül megrendezésre.

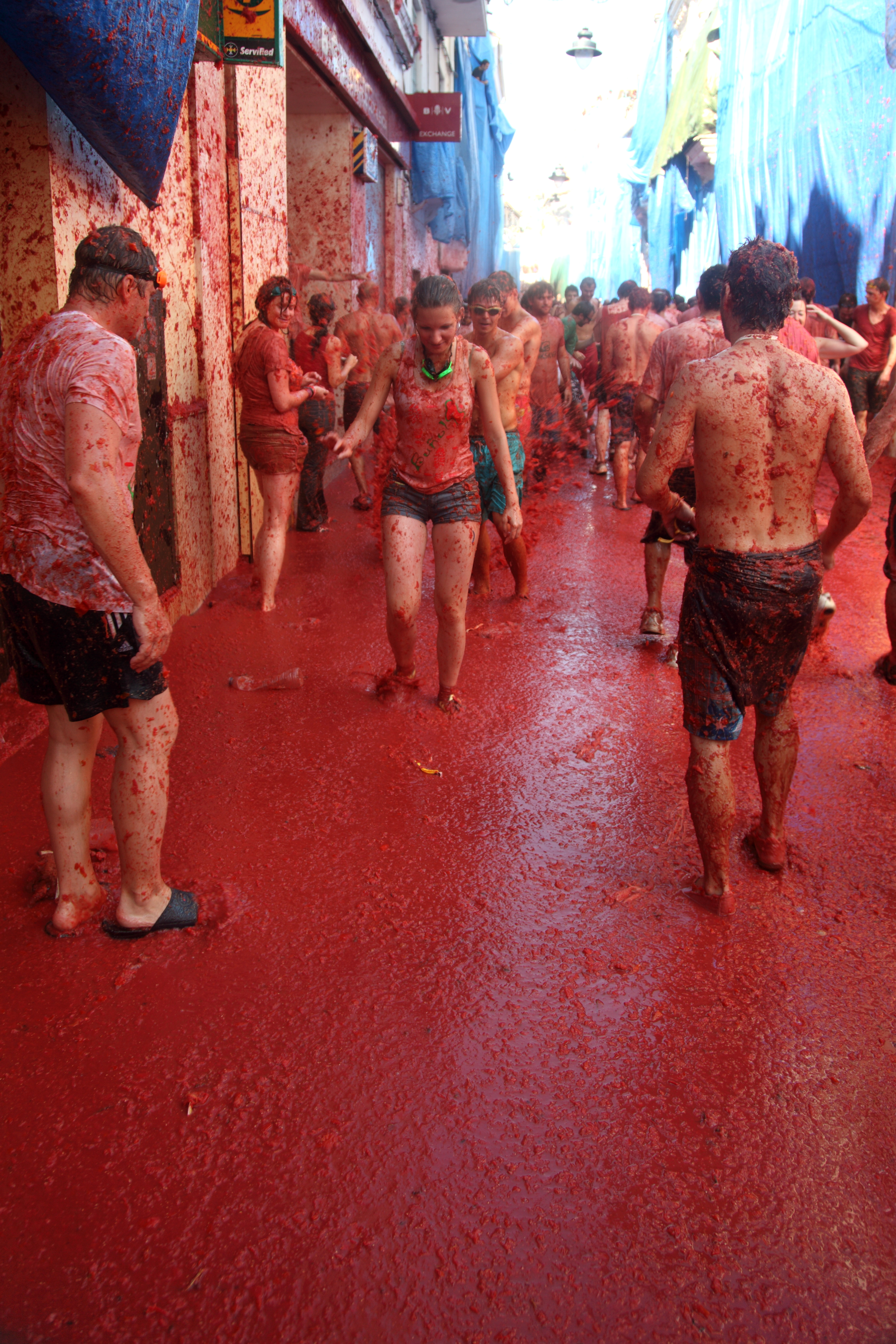
Tomatina Spanyolországban

Napjainkban az említett szerda előtti estét az „empalma” éjszakájának hívják, ez a kifejezés pedig a hajnalig tartó szórakozásra utal, melynek során a városháza és a helyi lakóközösségek standokat és bódékat állítanak, melyek kizárólag erre a napra nyitnak ki.

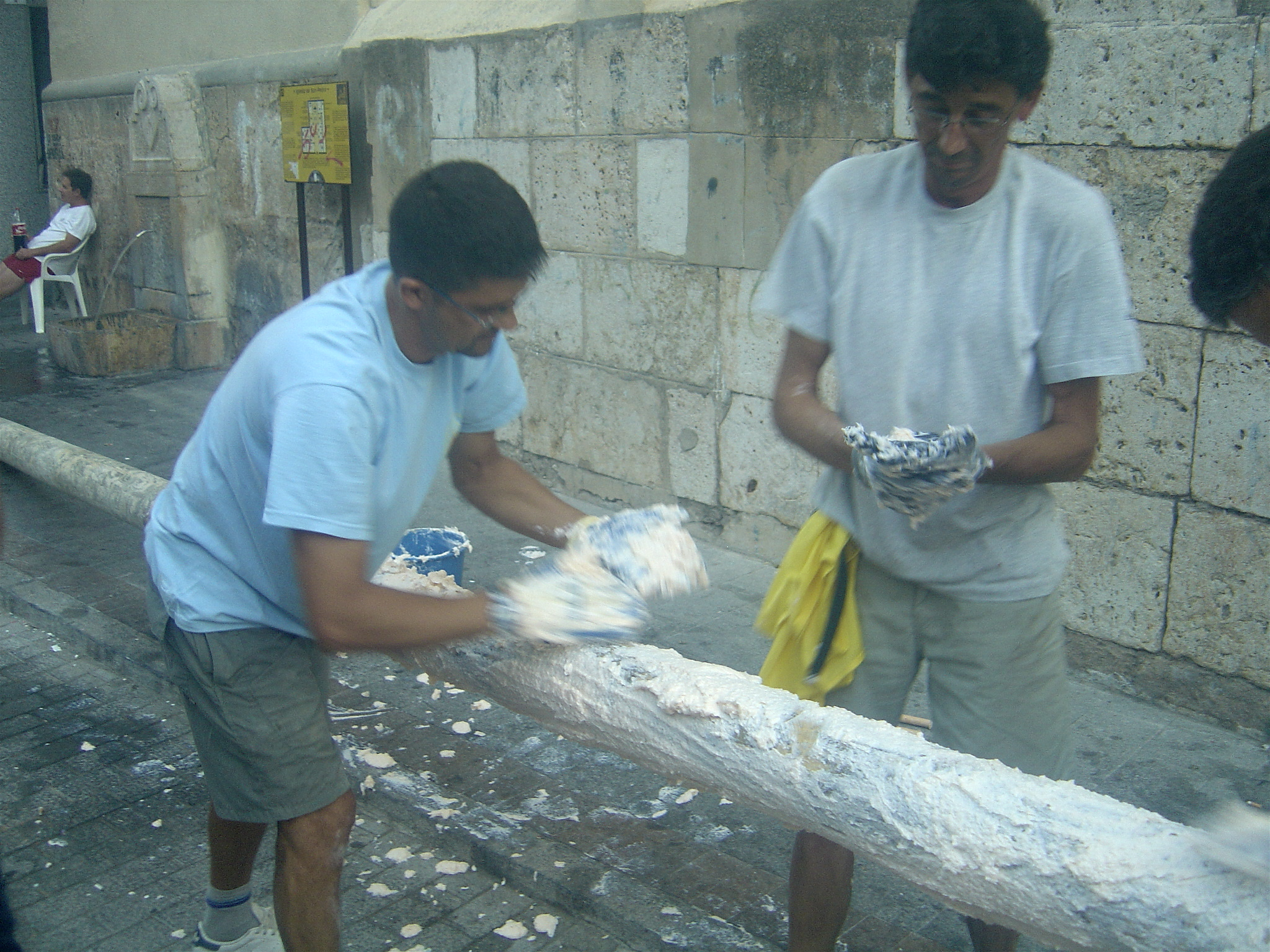
A „palo jabón” szappanozása

Délelőtt 10 óra körül kezdetét veszi a Tomatina első eseménye, a „palo jabón”. Ez egy beszappanozott rúd, amelyre a résztvevőknek fel kell mászniuk, hogy elérjék a felső részére felfüggesztett sonkát. Amint valakinek sikerült megszerezni a sonkát a cölöpről, megadják a paradicsomcsata kezdetének jelét. Ez délelőtt 11 óra körül szokott bekövetkezni, ekkor petárdák hangos ropogása, durrogása jelzi, hogy elkezdődik maga az esemény. Hat kamion szállítja a 150 tonnányi paradicsomot a résztvevőknek, akiknek száma 2013 óta maximum 22.000 fő lehet. A járművek nagyon lassú ütemben haladnak az utcákon összegyűlt tömegben (a San Luis, a Cid utcákon, és a Plaza del Pueblo téren), miközben a helyi lakosok a járművek platójáról dobálva osztják szét a paradicsomot az emberek között. Az ünnepség egyik legizgalmasabb pillanata, mikor megdöntik a teherautók platóját, így az utcákra nagy mennyiségű paradicsom és paradicsomlé zúdul, melyekre az emberek lecsapnak, kihasználva az alkalmat, hogy újabb muníciót gyűjthessenek.
Pontosan egy óra múlva, a petárdák második megszólalásakor véget ér a csata. Az egész főtér piros színben játszik, és az utcákon patakokban folydogál a paradicsomlé. Az utcák takarítását a község takarítóbrigádjai végzik a helyi lakosok segítségével. A résztvevők először a locsolótömlők vizét szokták használni, hogy nagyjából lemossák a testükre ragadt paradicsomdarabokat, néhányan pedig ezután a közeli folyó menti sziklás öblökben fürdenek meg. A takarítás után a város macskaköves utcái makulátlan tiszták lesznek, mivel a paradicsom savtartalma fertőtlenít és alaposan megtisztít minden felületet.
A paradicsom Chilches (valenciai nyelven: Xilxes) nevű településről (Castellón tartományból) származik, ahol olcsóbb áron kapható, és kifejezetten erre az ünnepségre termesztik, mivel az íze miatt fogyasztásra nem alkalmas. A résztvevők számára védőszemüveg és kesztyű viselését javasolják. Eldobás előtt minden paradicsomot össze kell nyomni, hogy ne okozzon sérülést.

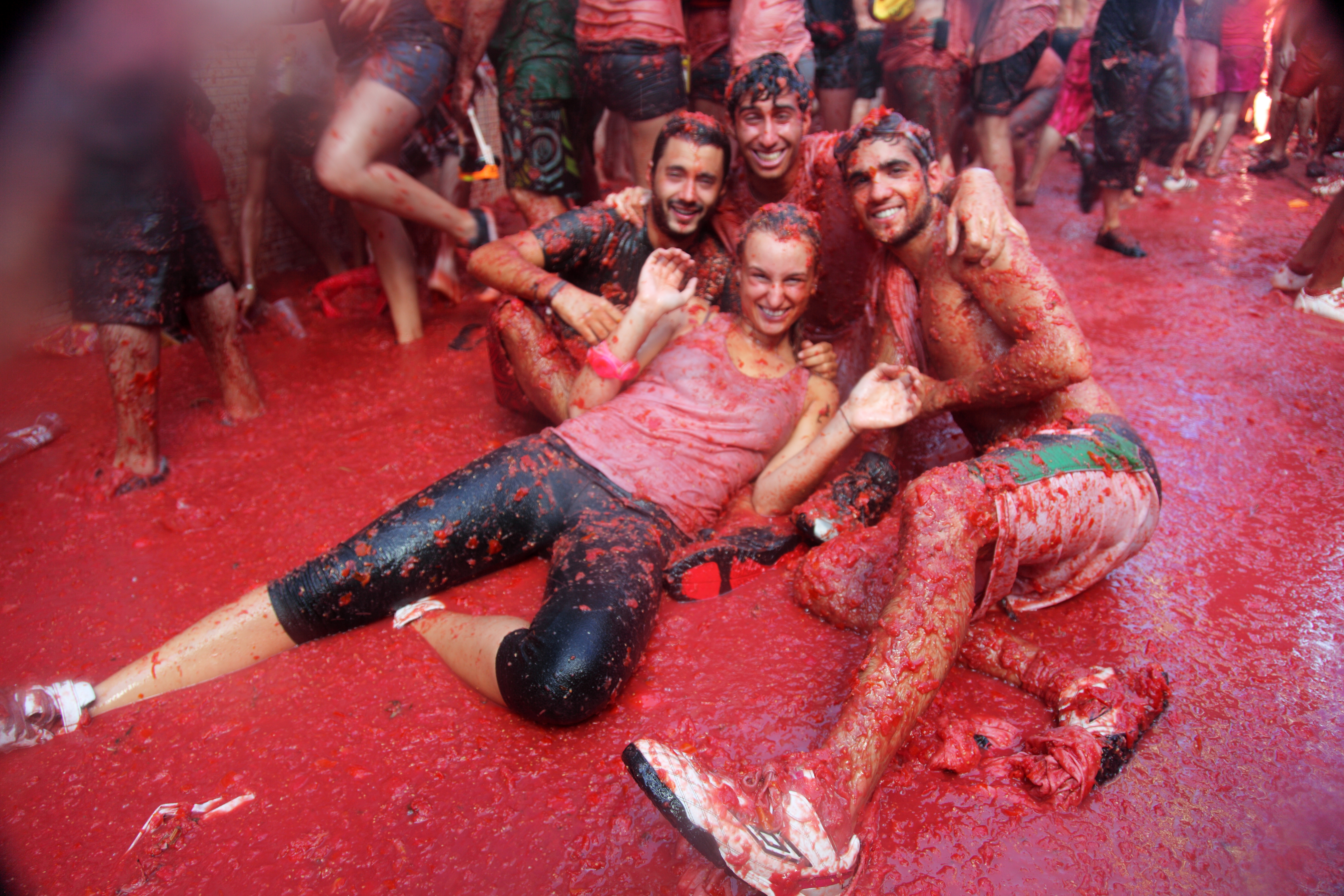
Résztvevők a Tomatinán

A városháza a résztvevők és az ünnepség biztonsága érdekében a következőket javasolja:
1. A paradicsomon kívül mást ne dobálj!
2. Ne szakítsd el más ruháját!
3. Nyomd össze a paradicsomot mielőtt eldobod, hogy senki se sérüljön meg!
4. Tarts biztonságos távolságot a kamionoktól!
5. Ne dobj el több paradicsomot, ha meghallod a második hangjelzést!
6. Kövesd a biztonsági személyzet utasításait!
7. Csak olyan célpontot dobálj, amit tisztán látsz, hogy ne sérüljön meg senki se!
8. Közvetlenül ne dobd az épületeknek a paradicsomot!
9. Érezd jól magad!

## Története
A népszerű ünnepség lehetséges eredetéről többféle elképzelés is létezik. Egyes történészek szerint a hagyomány egy tréfából indult ki. Egyszer a város főterén egy férfi hamisan énekelt és zenélt, ezért az őt hallgató fiatalok paradicsommal kezdték dobálni, amit a téren található zöldségesbódéból szereztek. A téren a járókelők úgy döntöttek, hogy ők is csatlakoznak, így végül a történet paradicsomcsatával végződött.
A Zaragoza tartományban található Tarazona városában úgy tartják, hogy a buñoli Tomatina valójában egy helyi lakos, „El Deivi” ötlete volt, aki jól ismerte a „Cipotegato” nevű hagyományt. Tarazonában időtlen idők óta augusztus 27-én ünneplik a Cipotegatót, más néven Tomatadát, amelynek során a város lakói, ugyan más célokkal és hagyományokkal, de szintén egy paradicsomcsatában vesznek részt a városháza gyönyörű terén. Úgy tartják, hogy „El Deivi” volt az, aki egyik útja során, mikor spanyol ünnepségeken vett részt, és éppen Buñolban járt, azt javasolta, hogy szervezzenek a városban egy paradicsomcsatát. 1949-ben a város lakói, akiket a tarazonai alak elvarázsolt a furfangos gondolkodásával, nagy örömmel fogadták a javaslatát. Sok év elteltével immár annyiszor megrendezték ezt az eseményt, hogy napjainkra hagyománnyá vált, és nagyobb ismertségre tett szert, mint a Tarazonából származó eredeti Tomatada. Többször is felmerült, hogy utcát nevezzenek el Deivi-ről, sőt, hogy szobrot is emeljenek a főtéren, a jól ismert alapító tiszteletére. Mivel a történet hitelessége nem bizonyított, és Buñol városában ellentmondó vélemények léteznek ezzel kapcsolatban, a tervet eddig még nem valósították meg.
Azonban a leghihetőbb és történelmileg a leghitelesebb verzió szerint minden 1945-ben kezdődött. A város főtere (ahol jelenleg ünneplik a Tomatinát a hagyománynak megfelelően) tele volt fiatalokkal, hogy megtekintsék a „Gigantes y Cabezudos” („óriások és nagyfejűek”) groteszk fejű óriás figurák tradicionális karneváli felvonulását. Néhány fiatal úgy döntött, hogy csatlakozik a menethez, mivel részt szerettek volna venni a felvonuláson. A felvonulók elutasították őket, ezért dulakodás tört ki, amelyben meglökték az óriási jelmezes figurákat is. Az egyik résztvevő elesett, és miután feltápászkodott, verekedni kezdett a mellette állóval, így elkezdődött a harc. Véletlenül pont volt ott egy zöldséges bódé nyitott ládákkal, bennük az eladó áruval.
A következő évben, mikor elérkezett a mulatság napja augusztusban, megismétlődött ugyanez a forgatókönyv, azzal a különbséggel, hogy a tüntetők otthonról hozták a paradicsomot, és a csatát ismét a helyi rendőrség állította le. A következő években a hatóságok betiltották az ünnepség megtartását, de köszönhetően a helyi lakók elhatározásának, akik életben szerették volna tartani a hagyományt, az esemény innentől kezdve minden évben megrendezésre került valamilyen formában. 1957-ben azonban nem tarthatták meg a Tomatinát, így néhány fiatal elhatározta, hogy „paradicsomtemetést” rendeznek, ahol énekesekkel, zenészekkel és színjátékokkal ünnepelnek. Ezen a furcsa megmozduláson a legfőbb attrakció egy koporsó volt, benne egy hatalmas paradicsom, melyet gyászindulókat játszó zenekar követett. Ez az esemény elgondolkodtatta a hatóságokat, így végül 1959-ben újból engedélyezték az ünnepséget bizonyos szabályok és feltételek mellett. A változások között megjelent a „palo jabón” beszappanozott rúd, amelynek a Tomatina előtti egy órában jut szerep, és a csata időtartamát két petárdajelzéssel is próbálták behatárolni, amelyek az ünnep kezdetéről és végéről tájékoztatják a közönséget.
A hagyomány történetében 1975 egy másik fontos pillanatnak számít. Ettől az évtől kezdődően a „Los Clavarios de San Luis Bertrán” nevű csoport (amely Buñol város védőszentjéről kapta a nevét) rendezte az ünnepséget és szerezte be a paradicsomot, melyet korábban a helyi lakosok hoztak. Kicsivel később, 1980-ban a városháza vállalta át az ünnepség megszervezését.
A hagyomány 1983 után kezdett ismertté válni Spanyolország más részein is, miután Javier Basilio riportot készített róla, és ez az Informe semanal nevű televíziós programban látható volt a spanyolországi közszolgálati csatornán. Ezek után évről évre nőtt a résztvevők száma, és a Tomatina iránti lelkesedés is. A sikernek köszönhetően a buñoli Tomatina 2002-ben megkapta a Fiesta de Interés Turístico Internacional címet, melyet a spanyol kormány idegenforgalmi ügynöksége ítél oda a kiemelkedő kulturális jelentőséggel bíró eseményeknek, hagyományoknak.
2013-tól kezdődően a buñoli városháza úgy döntött, hogy a tömeg elkerülése érdekében szabályozzák az ünnepségen résztvevők létszámát. Ettől az évtől kezdődően hivatalos forgalmazón keresztül megvásárolható belépő szükséges, hogy a résztvevők száma ne haladja meg a 22 000 főt (miközben bizonyos években ez a szám több mint 45 000 is volt). Így biztosítják a jelenlévők számára a nagyobb kényelmet és biztonságot.
A Tomatina 2020-tól kezdődően a Covid19-világjárvány miatt nem került megrendezésre. Jelenleg 2022-re tervezik a következőt.

## A Tomatina mint turisztikai vonzerő
A Tomatina az egyik legnagyobb nemzetközi érdeklődést kiváltó spanyol ünnep, ahová nyaranta a világ minden tájáról érkeznek szórakozni vágyó turisták. Nem kerülte el a külföldi marketingszakemberek és újságírók figyelmét sem a Tomatina iránti lelkesedés; így több nagy nemzetközi márka és vállalat is készített már reklám- és szponzorációs filmeket termékeikről, miközben megpróbálták ezeket összekötni az ünnepséggel, amely a fiatalságot, szenvedélyt és erőt jelképezi. Filmeket is forgattak már az ünnepség alatt, így a Tomatinát a mozivásznon is láthattuk.
A Tomatina megjelenítése marketingkampányokban és a médiában:
- A Namco videojáték-cég Tekken nevű verekedős videojátékának 6. kiadása tartalmaz egy olyan jelenetet, amely a buñoli Tomatinát imitálja.[3]
- 2009 novemberében Darío J. Ferrer filmrendező a Tomatina eredetéről forgatott kisfilmet El Punto Rojo („A Piros Pont”) címmel, amelyben közreműködött Alejo Sauras, Mariam Hernández, José Montó, Pepe Carabias, Javivi, Ewa Miller, Joan Gadea, Lola Moltó, és más ismert színészek is. A kisfilmet 2011-ben nagy sikerrel mutatták be.
- 2011-ben Bollywoodnak köszönhetően Indiában is megismeri a közönség a spanyol ünnepet Zoya Akhtar rendező Csak egyszer élsz című filmje által.
- A 2011-es Lynne Ramsay által rendezett Beszélnünk kell Kevinről[4] című filmben, melyet több fesztiválon is díjaztak, a főszereplő (Tilda Swinton) részt vesz a Tomatinán.
- A rövidfilmjeiről is híres Disney 2015-ben megjelenítette a Tomatinát az „Al Rojo Vivo” című alkotásában.
- A Google „Questions” nevű alkalmazásának egyik reklámjában feltűnik a buñoli ünnepség neve.
- 2015 júliusában egy hollywoodi produkció több jelenetet is forgatott Buñolban a Csak téged látlak című filmhez. Rendezője Marc Forster, főszereplői Blake Lively és Jason Clarke volt.
- 2015-ben a Tomatina napján a Google egy Google Doodle-t készített a népszerű ünnepség 70. évfordulójának tiszteletére.

## Tomatina gyerekeknek
A Tomatina nemcsak a felnőttek szórakozása, mivel napjainkban a gyerekek is részt vehetnek a kifejezetten nekik szóló Tomatinán, amelynek spanyol neve Tomatina infantil. Már biztosra vehető, hogy a jövőben is lesz Tomatina gyerekeknek, mivel már hat alkalommal megrendezték. Általában Buñol főterén tartják, augusztus utolsó szombatján, délelőtt 12 órakor. A Tomatina infantil 2013-ban került először megrendezésre, hogy a kicsik is úgy élvezhessék a Tomatinát, mint a felnőttek. Ez a buli 4 és 14 év közötti gyermekeknek szól. Ami a „minicsata” időtartamát illeti, körülbelül 30-40 percről van szó.

## A hagyomány külföldön
A buñoli Tomatina sikere nem ismer határokat. Látogatók ezrei érkeznek olyan eltérő és távoli helyekről, mint Ausztrália, Dél-Korea, Japán, India, Egyesült Államok, Kanada vagy Costa Rica. A látogatók túlnyomó többsége azonban Európa különböző részeiről érkezik. Sőt, az ünnepség népszerűségének köszönhetően, még különböző utánzatai is megjelentek távoli országokban.
- Lamarque (város), Río Negro tartomány,[5][6][7] Argentína, 1972-től
- San José de Trojas nevű településen tartott paradicsomvásár Tomatina ünnepsége, San Pedro kerület, Sarchí kanton, Alajuela tartomány,[8][9] Costa Rica, 2000-től
- Sutumarchán település, Boyacá megye,[10] Kolumbia, 2004-től
- Tungkuan (város),[11] Kína, 2008-tól
- Quillón (város),[12] Chile, 2011-től
- Boryeong (város),[13] Dél-Korea, 2013-tól

## Fordítás
- Ez a szócikk részben vagy egészben  a   Tomatina című spanyol Wikipédia-szócikk ezen változatának fordításán alapul.  Az eredeti cikk szerkesztőit annak laptörténete sorolja fel. Ez a jelzés csupán a megfogalmazás eredetét és a szerzői jogokat jelzi, nem szolgál a cikkben szereplő információk forrásmegjelöléseként.